# سیارک ۲۲۱۷۷
سیارک ۲۲۱۷۷ (به انگلیسی: 22177 Saotome، نامگذاری:2000XS38) بیست و دو هزار و صد و هفتاد و هفتمین سیارک کشف شده‌است که در ۶ دسامبر ۲۰۰۰ کشف شد.
قدر مطلق سیارک برابر ۴۰.۷ است.